# Seppe Toremans
Sebastiaan (Seppe) Toremans (Leuven, 14 maart 1976) is een Vlaams stand-upcomedian en cabaretier

## Carrière
Eind 2000 begon hij op te treden als stand-upcomedian en hij haalde in datzelfde jaar nog de finale van Humo's Comedy Cup, de belangrijkste humorwedstrijd van Vlaanderen.
In 2005 haalde hij de finale van het stand-up concours van het AKF in Amsterdam en stond hij opnieuw in de finale van Humo's Comedy Cup.
In 2008 stond hij in de finale van de Culture Comedy Award.
In 2012 stond hij voor de derde keer in de finale van Humo's Comedy Cup.
Hij werkte bij productiehuizen Shelter, deMENSEN, TvBastards en Eyeworks mee aan verschillende humorprogramma's, waaronder het International Emmy Award-winnende tweede seizoen van het sketchprogramma 'Wat als?'.

## Televisie
- Humo's Comedy Cup (JIMtv, 2005)
- Humo's Comedy Cup (VIER, 2012)
- Comedy Casino (Canvas, 2006)
- Night of Comedy (Comedy Central, 2008)
- Is er een dokter in de zaal (één, 2019)

## Radio
In 2007-2008 was Seppe Toremans wekelijks te horen op de Leuvense lokale radiozender Radio Scorpio, waar hij op vrijdagavond tussen 19 en 20 uur co-presentator was voor het programma 'Radio Beautox'.
Vanaf 2011 maakt hij regelmatig zijn opwachting in Mosselen om half twee, de podcast van Xander De Rycke.